# Adoration (film, 2019)
Pour les articles homonymes, voir Adoration (homonymie).
Pour plus de détails, voir Fiche technique et Distribution.
Adoration est un film belgo-français coécrit et réalisé par Fabrice Du Welz, sorti en 2019.

## Synopsis
Paul, 12 ans, un jeune garçon solitaire, rencontre Gloria, une adolescente schizophrène d'environ 15 ans, nouvelle patiente de la clinique psychiatrique où travaille sa mère. Tombé amoureux fou de cette adolescente trouble et solaire, Paul, croyant que Gloria est en danger et contrairement aux avertissements des adultes, l'aide à s'échapper de la clinique et s’enfuit avec elle, loin du monde des adultes...

## Fiche technique
- Titre original : Adoration
- Réalisation : Fabrice Du Welz
- Scénario : Fabrice Du Welz, Vincent Tavier et Romain Protat
- Décors : Emmanuel de Meulemeester
- Costumes : Christophe Pidre et Florence Scholtes
- Montage : Anne-Laure Guégan
- Musique : Vincent Cahay
- Photographie : Manuel Dacosse
- Son : Frédéric Meert
- Production : Vincent Tavier, Manuel Chiche et Violaine Barbaroux
- Sociétés de production : Panique, The Jokers films et Savage Film
- Sociétés de distribution : Les Bookmakers / The Jokers / Memento Films
- Pays d’origine :  Belgique,  France
- Langue originale : Français
- Lieu de tournage : Froyennes, château de Beauregard, Fagne wallonne, Ardenne[1]
- Budget : 2 millions d'euros
- Genre : Thriller, drame
- Durée : 98 minutes
- Dates de sortie : 
  - Suisse : 16 août 2019 (Locarno Festival)
  - France : 22 janvier 2020

## Distribution
- Thomas Gioria : Paul
- Fantine Harduin : Gloria
- Benoît Poelvoorde : Hinkel
- Anaël Snoek : Simone, la mère
- Gwendolyn Gourvenec : Docteur Loisel
- Peter Van Den Begin : Oscar Batts
- Charlotte Vandermeersch : Lorette Batts
- Laurent Lucas : l'oncle de Gloria
- Martha Canga Antonio : Jeanne, l'infirmière
- Sandor Funtek : Lucien, l'infirmier
- Pierre Brichese : le garde-chasse
- Pierre Nisse : l'ouvrier
- Jean-Luc Couchard : le premier enquêteur
- Renaud Rutten : le second enquêteur

## Accueil
Le film reçoit globalement de bonnes critiques et obtient une moyenne de 3,2/5 sur Allociné. 
Thomas Baurez du magazine Première rapproche Adoration des films Le Fils du requin (1994), Les Diables (2002) et Alléluia (2014).
L'Obs a beaucoup apprécié le film : « Dans ce qui aurait pu être un conte genre « Hansel et Gretel », le cinéaste intercale des moments de poésie et des instants de pure noirceur. Il transforme le récit en œuvre surréaliste et fascinante. ».
Libération n'a pas beaucoup apprécié : « Certes, à propos d’images, la principale qualité du film est sa photographie en 35 mm, avec quelques beaux effets de lumière et une harmonieuse palette de couleurs (quoique le symbolisme du rouge, passion et sang, bien sûr, finisse par peser lourd). Mais quand il ne reste que ça à défendre d’un film, c’est mauvais signe. D’autant que, mise au service d’une matière si maigre, cette plastique apparaît vite une entrave supplémentaire à la fraîcheur et à la sauvagerie dont Adoration se voudrait l’éloge, alors qu’elles sont étouffées sous une flopée de lieux communs. ».

## Distinctions

### Récompenses
- Magritte 2022 : Meilleure musique originale pour Vincent Cahay
- Festival international du film francophone de Namur 2019 : Bayard d’Or de la meilleure interprétation pour Fantine Harduin et Thomas Gioria[8].
- Festival international du film de Catalogne 2019 : Prix spécial du jury, prix de la meilleure photographie et Mention spéciale pour Thomas Gioria et Fantine Harduin[9].

### Nominations
- Magritte 2022 :
  - Meilleur film
  - Meilleure réalisation pour Fabrice Du Welz
  - Meilleur acteur dans un second rôle pour Benoît Poelvoorde
  - Meilleur espoir féminin pour Fantine Harduin
  - Meilleure image pour Manu Dacosse

### Sélections
- Festival international du film de Locarno 2019 : sélection Hors compétition en section Piazza Grande
- L'Étrange Festival 2019 : sélection en section Mondovision
- Festival du film de Hambourg 2019 : sélection en section Voilà!
- Festival européen du film fantastique de Strasbourg 2019 : sélection Hors compétition en section Séances spéciales
- Festival international du film francophone de Namur 2019 : sélection en compétition officielle longs métrages
- Festival international du film indépendant de Bordeaux 2019 : sélection internationale, hors compétition
- Austin Fantastic Fest 2019 : sélection Fantastic Features